# Meilleur ouvrier de France
Pour les articles homonymes, voir MOF.
Meilleur ouvrier de France (MOF) est un titre décerné en France par catégorie de métiers dans un concours entre professionnels.
Ce concours (plutôt un examen, sans limite de lauréats) est organisé depuis 1924 tous les trois ou quatre ans  par le Comité d'organisation des Expositions du Travail et reconnu en tant que titre certifié de niveau 5 (bac+2) par le ministère du Travail. Le président de la République française est de la confrérie par son titre MOF ex officio.

## Présentation
La remise des médailles est effectuée à la Sorbonne à Paris lors d'une grande réunion suivie d'une cérémonie au Palais de l'Elysée, en la présence du président de la République française.
Ce titre est créé sur l'initiative du journaliste et critique d'art Lucien Klotz qui élabore dès 1913 l'idée d'une grande « exposition Nationale du Travail », projet qui se concrétise en octobre 1924 lorsqu'un comité d'organisation, avec à sa présidence Albert Lebrun, met en place à l'hôtel de ville de Paris la première exposition pour honorer le maître ouvrier initialement entre les meilleurs Compagnons du moment de plus de 23 ans.

## Histoire du concours
La première édition du concours date de 1924. Les personnes lauréates se réunissent en société des meilleurs ouvriers de France à partir de 1929,. La création du concours s'inscrit dans une démarche de revalorisation du travail manuel dans un contexte d'industrialisation et de déqualification du travail suscitant la crainte d'une dévalorisation des métiers ouvriers. Il intervient dans le contexte de la création du Certificat d'Aptitude Professionnelle en 1911 qui se diffuse dans les années 1920. Le concours est soutenu par plusieurs ministères dont celui de l'instruction publique. Malgré la volonté d'organiser un cursus d'enseignement technique que le concours viendrait valoriser, le pourcentage de personnes lauréates ayant bénéficié de cet enseignement est inconnu pour les années 1920 et 1930. Le nombre de reçus à l'examen passe de 5 000 en 1927 à 20 000 en 1936. La diffusion de l'examen se faisant lentement, les organisateurs du concours issu des milieux politiques et patronaux sont à la recherche d'un effet mobilisateur. Les réalisations des lauréats sont présentées dans des expositions. Le principe du concours s'inscrit dans une logique méritocratique déjà présente en milieu scolaire dans les années 1920 et 1930.
Selon Stéphane Lembré, la vision promue par le concours promeut le maintien d'un ordre social et professionnel, la promotion d'une méritocratie ouvrière étant au service du patronat. Ainsi le concours valorise la vision d'un milieu ouvrier sérieux et travailleur, vu comme des experts techniques et non comme des artistes ou des génies cultivant un don inné .

### Comité d'organisation des expositions du travail
Le Comité d'organisation des expositions du travail (COET) est un organe administratif, placé sous l'autorité du ministère de l'Éducation nationale français. Il a été créé en 1923 et est chargé d'organiser matériellement le concours du « Meilleur ouvrier de France » et les expositions nationales du travail qui le concluent. Il devient association loi de 1901 en 1961.
L'organisation du concours s'appuie sur plus de 2500 bénévoles, plus de 1000 jurys professionnels, plus de 140 jurys généraux de supervision des épreuves. Près de 90 établissements accueillent les épreuves, il peut s'agir notamment de lycées, de centres de formation professionnelle, de musées.

### Limites du travail historique
Les origines et les critères d'accès au concours seraient méconnus en raison d'un faible nombre de sources universitaires. La majorité des études date de l'époque contemporaine. Une autre problématique tient aux sources utilisées qui sont souvent des entretiens ou des témoignages avec peu de distance critique. De même, le modèle du concours efface la question des origines sociales des participants. A ce jour, il n'existe pas d'études historiques s'étant emparé du sujet.

## La reconnaissance du concours et ses limites
La reconnaissance du concours n'est pas les mêmes selon les métiers. Le titre de Meilleur Ouvrier de France est particulièrement reconnu pour les métiers de bouche et en particulier de la cuisine,,. Etre titré permettait aux personnes lauréates d'atteindre une certaine notoriété via la médiatisation, la distinction inspirant la confiance et la sympathie des clients des commerces. Certaines entreprises du BTP mettent en avant le titre dans certains appels d'offres. En conséquence, les ouvriers concernés bénéficieraient d'une ascension sociale. Toutefois, le lien entre l'obtention de la distinction et l'augmentation du chiffre d'affaires reste difficile à quantifier,.

## Egalité de genre et mixité

### Représentation des femmes
Sur le concours de 2013-2015, les femmes ne représentaient que 23,5% des lauréats et 20,6% des candidats. Les femmes sont surreprésentées dans les domaines dit traditionnellement féminins comme les vêtements (84,1% des candidatures), les accessoires de mode et la beauté (72,9% des candidatures), le textile et le cuir (62,2% des candidatures). A l'inverse, elles sont sous-représentées dans le domaine de l'industrie avec seulement 7,2% de candidates dans les métiers des métaux et 2,1% de candidates dans les métiers techniques et de précision. En réponse à cette faible féminisation du concours, l'ouverture d'épreuves à des métiers plus féminins a été envisagée. Le titre de Meilleur Ouvrier de France a été ouvert pour les métiers du conseil en solutions sanitaires. Il en a résulté une promotion majoritairement féminine. Dans une intention similaire, le concours a été ouvert aux métiers d'études du bâtiment. De fait, le milieu des compagnons du devoir est peu féminisé. L'association ouvrière des Compagnons du Devoir et du Tour de France a ouvert ses formations aux femmes en 2003. L'Union compagnonnique du Tour de France n'était pas encore ouverte aux femmes en 2016.
Lors d'une rencontre organisée le 8 mars 2016 au Sénat, les meilleures ouvrières de France ont décrit un sentiment d'invisibilisation et un manque de reconnaissance, puisqu'il leur faudrait travailler encore plus durement que les hommes pour voir leur travail reconnu.

### Âge
La moyenne d'âge des finalistes et lauréats serait de 35 ans ou de 38 ans. Ils auraient en moyenne 15 ans de métier.

### Coût financier de la participation
Selon le COET, la participation au concours est estimé à 4000 euros par candidat en moyenne. Les participants doivent financer eux-mêmes l'achat des matières premières nécessaires à la fabrication de leur création. Certains d'entre eux sont sponsorisés par leur employeur ou par des partenaires. Une enquête du COET a montré qu'après le manque de temps (32% des raisons avancées) l'enjeu financier est la deuxième cause d'abandon du concours avec 27% des raisons avancées. En 2022, le COET a mis en place une aide pour les candidats d'un montant moyen de 1200 euros pour prendre en charge le coût des matières premières. Les autres frais liés au concours (déplacement, repas, hébergement etc) restent à la charge des participants.

## Liste des métiers(Edt. 2015)

### GroupeI: métiers de la restauration et de l'hôtellerie et maître du service
1. Cuisine - gastronomie (1924).
| Année     | Lauréats |
| --------- | --- |
| 1993 (?)  | Éric Briffard - Serge Chenet - Éric Frechon - Jean-Francois Girardin - François Lachaux - Guy Lassausaie - Jean-François Lemercier - Jean-Marc Tachet - |
| 1996 (?)  | Gilles Goujon - Philippe Girardon - … |
| 2000 (18) | Frédéric Anton - Philippe Etchebest - Dominique Fonseca - Benoît Violier - Philippe Jego... |
| 2004 (24) | Christophe Bacquie - Robert Bertolino - Stéphane Buron - Laurent Delarbre - Jérôme Dubois - Stéphane Dupuy - Romuald Fassenet - Marc Foucher - Yannick Franques - Stéphane Gaboriau - Guillaume Gomez - Pascale Griere - Jerôme Le Minier - Claude Le Tohic - Fabien Lefebvre - Alain Montigny - Michel Nave - Christian Nee - Eric Pras - Gilles Reinhardt - Emmanuel Renaut - Davy Tissot - Mathieu Viannay - Joseph Viola. |
| 2007 (10) | François Adamski - Vincent Arnould - Sébastien Chambru - Johan Leclerre - Olivier Nasti - Jean Denis Rieubland - Jean-Luc Rocha Serralheiro - Andrée Rosier - Christophe Roure - Richard Coté-Riel. |
| 2011 (10) | Florent Boivin - Jean-Paul Bostoen - Fabrice Brunet - Pierre Caillet - Eric Finon - Christophe Haton - Philippe Mille - Jérôme Nutile - Fabrice Gallet - Christophe Pacheco - Eric Trochon. |
| 2015 (8)  | Virginie Basselot - Benoît Carcenat - Olivier Couvin - Fabrice Desvignes - Benoît Nicolas - Benjamin Patissier - Christophe Raoux - Guillaume Royer. |
| 2019 (7)  | Frédéric Simonin - Stéphane Collet - Franck Putelat - Arnaud Faye - Renaud Augier - Fabrice Gendrier - Julien Roucheteau. |
| 2022 (7)  | David Alessandria - David Boyer - Louis Gachet - Guillaume Goupil - Yann Maget - Tom Meyer - Jérôme Schilling - Kenichiro Sekiya. |
2. Maître d'hôtel, du service et des arts de la table (1993)
| Année     | Lauréats |
| --------- | --- |
| 2000 (3)  | Jean Claude Pernette - Michel Scheer - Philippe Standaert. |
| 2003 (6)  | Franck Bourgine - Philippe Caillouet - Gil Galasso - Loïc Glevarec - Serge Goulaieff - Hervé Tournier.                                                                                    |
| 2004 (6)  | Frédéric Coutant - Franck Josserand - Bruno Jousseaume - Véronique Vigne - Michel Widehem - Michaël Réano.                                                                                |
| 2007 (10) | Eric Appenzeller - Flavien Berlaud - Sebastien Cavailles - Patrick Chauvin - Thierry Demolliens - Denis Férault - Didier Lasserre - Pascal Obrecht - Stephan Rivière - Mathieu Simonneau. |
| 2011 (4)  | Frédéric Kaiser - Thierry Millet - Olivier Novelli - Chantal Wittmann - Fabrice Gallet.                                                                                                   |
| 2015 (1)  | Kevin Chambenoit. |
3. Sommelier (2000)
| Année    | Lauréats                                                                          |
| -------- | --------------------------------------------------------------------------------- |
| 2000 (4) | Arnaud Chambost – Eric Duret - Christian Pechoutre – Franck Thomas.               |
| 2004 (3) | David Biraud - Dominique Laporte - Christophe Tassan.                             |
| 2007 (3) | Laurent Derhé - John Euvrard - Fabrice Sommier.                                   |
| 2011 (4) | Bruno Méril - Antoine Pétrus - Manuel Peyrondet - Benjamin Roffet.                |
| 2015 (4) | Romain Iltis - Pascal Paulze - Philippe Troussard - Denis Verneau.                |
| 2018 (4) | Eric Goettelmann - Jean-Baptiste Klein - Pascaline Lepeltier - Nicolas Vialettes. |
| 2022 (4) | Gaëtan Bouvier - Florent Martin - Antoine Raphaël Gries - Xavier Thuizat.         |
4. Barman (2011)
| Année    | Lauréats                                             |
| -------- | ---------------------------------------------------- |
| 2011 (2) | Stéphane Ginouvès - Maxime Hoerth.                   |
| 2015 (3) | Christophe Davoine - Henri Di-Nola - Alexis Taoufiq. |
| 2018 (2) | Laurent Agar - David Palanque.                       |
5. Gouvernant(e) des services hôteliers (2007)
| Année    | Lauréats                                              |
| -------- | ----------------------------------------------------- |
| 2007 (2) | Gaëlle Breteau - Sandrine Kouyoumji.                  |
| 2011 (2) | Virginie Lafont-Raganeau - Marie-Fleur Raynard-Laude. |
| 2015 (2) | Pernille Douvrain - Gwenaëlle Fustré.                 |
6. Réceptionniste en hôtellerie (2015)
| Année    | Lauréats        |
| -------- | --------------- |
| 2015 (1) | Claire Dupleix. |

### GroupeII: métiers de l'alimentation
1. Pâtisserie - confiserie[11]
| Année    | Lauréats                                                                                           |
| -------- | -------------------------------------------------------------------------------------------------- |
| 1990     | Philippe Segond                                                                                    |
| 2000 (4) | Pascal Molines - Jean-François Arnaud - Nicolas Boussin - Jean-Pierre Etienvre - Stéphane Glacier. |
| 2004 (5) | Nicolas Bernardé - Franck Fresson - Stéphane Leroux - Franck Michel - Bruno Montcoudiol.           |
| 2007 (5) | David Capy - Arnaud Larher - Angelo Musa - Christophe Rhedon - Philippe Rigollot.                  |
| 2011 (3) | Thierry Bamas - Yann Brys - Guillaume Mabilleau.                                                   |
| 2015 (3) | Julien Boutonnet - Jérome Chaucesse - Christophe Renou.                                            |
| 2019 (5) | David Briand - Patrice Ibarboure - Jonathan Mougel - Sébastien Trudelle - Jean-Christophe Jeanson  |
2. Boucherie - étal
3. Charcuterie - traiteur
| Année    | Lauréats                                                                                   |
| -------- | ------------------------------------------------------------------------------------------ |
| 2000 (4) | Marc Alès - Fabrice Courbet - Pascal Joly - Serge Lemarier - Daniel Gaudissant.            |
| 2004 (4) | Arnaud Nicolas - David Bret - Francis Maligne - Christophe Morisson - Christophe Tourneux. |
| 2007 (3) | Sébastien Carlier - Laurent Lalvee - Frédéric Riffaud.                                     |
| 2011 (3) | Fabien Foare - Fabien Pairon - Christian Ségui.                                            |
| 2012 (1) | Lionel Lapierre                                                                            |
| 2015 (4) | Stacy Cez - Julien Denjean - Jauffrey Mauvigney - Romain Pellet.                           |
| 2023 (1) | Michel Aninat.                                                                             |
4. Boulangerie (1933-1979)[12]
| Année     | Lauréats |
| --------- | --- |
| 2000 (14) | Christophe Cressent - Rémy Coste - Thierry Dany - Carlos De-Oliveira - Richard Dorffer - Jean-François Fayolle - Eric Ferraton - Stéphane Georgeon - Jean-Claude Iltis - Jean-Claude Jundt - Henri Poch - Ludovic Richard - Richard Ruan - Pascal Tepper. |
| 2004 (5)  | Anis Bouabsa - Bruno Cormerais - Joël Defives - Boris Portolan - François Pozzoli. |
| 2007 (4)  | Eric Chevallereau - Didier Chouet - Thomas Marie - Yann Tabourel. |
| 2011 (6)  | Mickaël Chesnouard - Sébastien Chevalier - Philippe Hermenier - Sylvain Herviaux - Mickaël Morieux - Nicolas Streiff. |
| 2015 (5)  | Olivier Magne - Thomas Planchot - Jérôme Schwalbach - Joël Schwalbach - Cyrille Van Der Stuyft. |
5. Glaces - Sorbets - Crèmes glacées
| Année    | Lauréats                                                                         |
| -------- | -------------------------------------------------------------------------------- |
| 1997 (5) | Jean-Marc Guillot -Christian Faure -Francis Viar -Didier Stephan -Michel Deville |
| 2004 (2) | Elie Cazaussus - David Wesmael                                                   |
| 2007 (3) | Stéphane Augé - Gérard Cabiron - Ludovic Mercier.                                |
| 2011 (3) | Luc Debove - Frédéric Deville - Philippe Hiriard.                                |
| 2015 (2) | Nicolas Jordan - Jean-Christophe Vitte.                                          |
6. Chocolaterie - confiserie[13]
| Année    | Lauréats                                                           |
| -------- | ------------------------------------------------------------------ |
| 2000 (1) | Patrick Roger.                                                     |
| 2003 (3) | Philippe Bel - Christian Camprini - Franck Kestener.               |
| 2007 (4) | Nicolas Cloiseau - Bruno Lederf - Pierre Mirgalet - Olivier Vidal. |
| 2011 (1) | Frédéric Hawecker.                                                 |
| 2015 (0) | Aucun candidat n'a reçu le titre.                                  |
| 2018 (3) | Yvan Chevalier - Vincent Durant - Paul Occhipinti.                 |
7. Fromagerie
| Année    | Lauréats |
| -------- | --- |
| 2000 (4) | Laurent Dubois - Christian Janier - Hervé Mons - Marie Quatrehomme.                                             |
| 2004 (6) | Étienne Boissy - Josiane Déal - Jacques Dubouloz - Michel Fouchereau - Eric Lefebvre - Gérard Petit.            |
| 2007 (6) | Laëtitia Gaborit - Didier Lassagne - Rodolphe Le Meunier - Cyrille Lorho - Bernard Mure-Ravaud - Xavier Thuret. |
| 2011 (4) | Dominique Bouchait - François Bourgon - Pierre Gay - François Robin.                                            |
| 2015 (2) | Ludovic Bisot - Marc Janin.                                                                                     |
8. Poissonnier - écailler
| Année    | Lauréats                                                                                                   |
| -------- | --- |
| 2000 ()  | |
| 2004 ()  | |
| 2007 (6) | Virginie Brouant - Étienne Chavier - Bruno Gauvain - Damien Lejeune - François Martineau - Stéphane Minot. |
| 2011 (4) | Cédric Bejaoui - David Gomes - Arnaud Vanhamme - Jean-Luc Vianney.                                         |
| 2015 (3) | Jonathan Buirette - Sébastien Brandin - Sophie Fernandez.                                                  |
| 2019     | Jordan Goube                                                                                               |
9. Primeur
| Année    | Lauréats                                                                                         |
| -------- | ------------------------------------------------------------------------------------------------ |
| 2011 (5) | Geneviève Bellet - Florence Carayon - Brigitte Delanghe - Clotilde Jacoulot - Frédéric Jaunault. |
| 2015 (5) | Laurent Bénakila - Catherine Botti - Jérôme Durquet - Johann Favre - Maxime Lafranceschina.      |
| 2018 (4) | Eric Fabre - Jean-Luc Botti - Charlotte Entraigues - Patrice Richard                             |
10. Torréfacteur, torréfactrice

| Année | Lauréats                                       |
| 2019  | Daniéla Capuano, Paul Arnephy, Vincent Ballot  |
| 2023  | Anne Caron, Laurent Baysse, Mickael Portannier |

### GroupeIII: métiers du bâtiment, du patrimoine architectural et des travaux publics
1. Charpente et construction en bois
2. Menuiserie
3. Couverture - ornemaniste métallique
4. Plomberie, installation sanitaire, fontainerie
5. Carrelage
6. Fumisterie de bâtiment
7. Génie climatique - chauffage
8. Métiers du plâtre - gypserie
9. Maçonnerie
10. Mosaïque d'art
11. Métiers de la pierre
12. Miroiterie décorative
13. Peinture d'intérieur et peinture décors
14. Travaux marbriers
15. Métallerie - serrurerie
16. Ferronnerie d'art
17. Graveur - ornemaniste
18. Maquettes d'architecture
19. Solier
20. Métier de la piscine

### GroupeIV: métiers du textile et du cuir
1. Dessinateurs pour textiles et papiers peints
2. Tissage, tissage sur soie
3. Impression textile
4. Teinture
5. Restauration de tapis et tapisseries
6. Nettoyage Apprêtage Teinturerie (Métiers du Pressing)
7. Gainerie et gainerie d'art
8. Sellerie

### GroupeV: métiers de l'habitation, bois et ameublement
1. Ébénisterie
2. Menuiserie en sièges
3. Tourneur et torseur sur bois
4. Sculpture sur bois
5. Restaurateur de mobilier
6. Tapisserie - décoration
7. Tapisserie d'ameublement
8. Encadreur - Doreur sur bois - restaurateur de tableaux - rentoileur
9. Marqueterie
  1. Marqueterie de bois
  2. Marqueterie de paille

| Année | Lauréats      |
| ----- | ------------- |
| 2019  | Manon Bouvier |
10. Tonnellerie
11. Vannerie
12. Pipier
13. Laque traditionnelle
14. Construction navale bois et matériaux composites

### GroupeVI: métiers des métaux
1. Fonderie d'art
2. Bronze d'ornement
| Année    | Lauréats                                                                 |
| -------- | ------------------------------------------------------------------------ |
| 1997 (1) | Bernard Frizza (option monture)                                          |
| 2000 ()  |                                                                          |
| 2004 ()  | Christelle Caillaud - ...                                                |
| 2007 (2) | Christophe Désiré (option monture) - Guillaume Estrade (option ciselure) |
| 2011 ()  |                                                                          |
| 2015 (1) | Arnaud Magnin (option monture)                                           |
3. Orfèvrerie
4. Dinanderie d'art

### GroupeVII: métiers de l'industrie
1. Chaudronnerie
2. Tôlerie
3. Réparateur en carrosserie automobile
4. Soudage manuel des métaux
5. Outillage, prototypage mécanique
6. Métiers de l'électricité et de l'électrotechnique
7. Métiers de la forge
8. Maquettes industrielles
9. Art et technique des matériaux de synthèse
10. Modelage, construction d'outillages
11. Conception assistée par ordinateur de produits mécaniques
12. Technologie automobile
13. Métiers du service à l'énergie

### GroupeVIII: métiers de la terre et du verre
1. Modeleur sur porcelaine
2. Décoration sur porcelaine
3. Décoration sur faïence
4. Verrerie, cristallerie
5. Vitraux d'art
6. Santons
7. Poterie
8. Restauration de céramique
9. Soufflage du verre au chalumeau

### GroupeIX: métiers du vêtement
1. Modiste
2. Tailleur homme
3. Pelleteries et fourrures confectionnées
4. lingerie, corseterie, soutien-gorge
5. Prêt à porter couture - jour
6. Prêt à porter couture - soir

### GroupeX: métiers des accessoires de la mode et de la beauté
1. Dentelles[15]
  1. Dentelles aux fuseaux (cluny, craponne, bayeux, duchesse, torchon)
  2. Dentelles à l’aiguille (types alençon, argentan)
  3. Dentelles mixtes (Luxeuil)
  4. Dentelles au crochet (type crochet irlandais, type guipure d’Irlande)
2. Broderie main[15]
| Année    | Beauvais        | Ajourage          | Broderie Couleur | Broderie Blanche   | Broderie Or | Broderie Haute-Couture            | Peinture à l'aiguille |
| -------- | --------------- | ----------------- | ---------------- | ------------------ | ----------- | --------------------------------- | --------------------- |
| 1994     |                 |                   |                  | Danielle Carl      |             |                                   |                       |
| 1997     |                 |                   | Jocelyne Kurc    |                    |             |                                   |                       |
| 2007     |                 |                   |                  | Christine Guillaud |             |                                   |                       |
| 2011     |                 |                   |                  | Véronique Ernoul   |             |                                   |                       |
| 2015 (4) | Karine Dorval   | Stéphanie Michaud |                  |                    |             | Satoshi Sekimoto, - Valérie Lopez |                       |
| 2019 (5) | Christelle Ebor |                   | Yvonne Daniel    | Françoise Macaire  |             | Milena Lapierre - Sophie Gilbert  |                       |
| 2023 (3) |                 | Karine Turpin     | Agnès Pigeonneau |                    |             |                                   | Marie-Thérèse Massard |
3. Ganterie
4. Chaussures[15]
| Année    | Botterie (homme/dame) | Podo-orthèse |
| -------- | --------------------- | ------------ |
| 2015 (1) | Tom Chardin           |              |
| 2019 (1) | Athanase Sephocle     |              |
| 2023 (1) | Guillaume Faivre      |              |
5. Maroquinerie
| Année    | Lauréats                                                 |
| -------- | -------------------------------------------------------- |
| 2015 (2) | Romain Cartal - Satoru Hosoi                             |
| 2019 ()  | Brice Roumagnol - Mickaël Orain                          |
| 2023 (3) | Arthur Galliez - Luci Lasjuilliarias - Emmanuelle Sarsar |
6. Coiffure
7. Esthétique, art du maquillage

### GroupeXI: métiers de la bijouterie
1. Joaillerie
| Année    | Lauréats               |
| -------- | ---------------------- |
| 1994 (1) | Arnaud Pradat          |
| 2004 ()  |                        |
| 2007 ()  |                        |
| 2011 ()  | Fabien Massé - ...     |
| 2015 (1) | Pierre Mangeant.       |
| 2019 (3) | Chantal Maquaire - ... |
2. Bijouterie, métaux précieux
| Année    | Lauréats         |
| -------- | ---------------- |
| 2000 (1) | Ollivier Savelli |
| 2004 ()  |                  |
| 2007 ()  |                  |
| 2011 ()  |                  |
| 2015 (1) | Paul Nguyen.     |
3. Polissage en joaillerie
4. Diamantaire
5. Lapidaire, pierres de couleurs
6. Sertissage en haute joaillerie
| Année    | Lauréats                                           |
| -------- | -------------------------------------------------- |
| 2000 ()  |                                                    |
| 2004 ()  | Jean-Sébastien LAMOUR                              |
| 2007 ()  |                                                    |
| 2011 ()  |                                                    |
| 2015 (3) | Tan David - Romain Leborgne - Paul-Anthony Zamora. |

### GroupeXII: métiers des techniques de précision
1. Coutellerie
2. Instruments de chirurgie
3. Lunetterie (1927)[33],[34]
| Année    | Lauréats                                           |
| -------- | -------------------------------------------------- |
| 2000 (1) | Hervé Barbarin.                                    |
| 2007 (1) | Ghislain Duroy.                                    |
| 2011 (2) | Christian Girard - David Rondelet.                 |
| 2015 (3) | Oscar Esteves - Pascal Lacotte - Valérie Prillard. |
| 2018 (5) | Bérengère Evain - Laurent Genay                    |
| 2023 (2) | Sébastien Chatelard, - Sébastien Garnier           |
4. Prothèse dentaire
5. Horloger-restaurateur
6. Armurerie

### GroupeXIII: métiers de la gravure
1. Gravure en modelé, héraldique
2. Gravure ornementale taille douce
3. Gravure sur cuivre et acier pour impression
4. Glyptique
5. Emaillage

### GroupeXIV: métiers de la communication, du multimédia, de l'audiovisuel
1. Imprimerie, communication graphique, multimédia
| Année | Lauréats             |
| ----- | -------------------- |
| 2004  | Franck Battagliola   |
| 2011  | Nicolas Lecordonnier |
| 2014  | Le Meur Johann       |
2. Reliure
| Année | Lauréats          |
| ----- | ----------------- |
| 19XX  | Émile Poëncin     |
| 19XX  | Roger Devauchelle |
| 19XX  | Catherine Chauvel |
| 2000  | Nathalie Lemaître |
| 2019  | Pierre Cho        |
| 2023  | David Lambert     |
3. Dorure sur tranche
| Année | Lauréats          |
| ----- | ----------------- |
| 19XX  | Roger Devauchelle |
4. Dorure sur cuir
| Année | Lauréats          |
| ----- | ----------------- |
| 19XX  | Roger Devauchelle |
| 19XX  | Patrick Prouteau  |
5. Graphisme
6. Photographie
| Année | Lauréats |
| ----- | --- |
| 2014  | Roger Kustner - Osman Guven - Bruno Cohen - Cyrille Vidal - Dominique Giannelli                                                                                             |
| 2018  | Cyrille Vidal - Fabrice Rault - Marianne Louge - Sylvie Lezier - William Moureaux                                                                                           |
| 2023  | Alain Martineau - Brice Leclert - Emeline Delsaut Bricout - Franck Charlery-Adèle - Jean-Claude Milcendeau - Noëmie Schweyckart - Ralph Benoit - Karine Faby - Etienne List |
7. Calligraphie
8. Enluminure
| Année | Lauréats                 |
| ----- | ------------------------ |
| 2015  | Claire Biteau-Guillemain |
9. Imagerie numérique
10. Métiers de l'image animée

### GroupeXV: métiers liés à la musique
1. Lutherie - archèterie
2. Lutherie - guitare
3. Instruments traditionnels

### GroupeXVI: métiers de l'agriculture et de l'aménagement du paysage
1. Art des jardins paysagés
2. Maréchal-ferrant
3. Bourrellerie, sellerie, harnachement
4. Art floral
5. Conseil-Expertise en sécurité alimentaire

### GroupeXVII: métiers du commerce et des services
1. Actions commerciales en optique et lunetterie
2. Technico commercial conseil en solutions d'efficacité énergétiques
3. Technico commercial en solutions sanitaires ou énergétiques
4. Vendeur conseil en produits de finition et décoration
5. Taxidermie
6. Toilettage animalier

## Lauréats notoires
- Frédéric Anton (Métier de bouche)
- Olivier Bajard (Métier de bouche)
- Paul Baudier (graveur)
- Paul Bocuse (Métier de bouche)
- Pascal Caffet (Métier de bouche)
- Jacques Decoret (Métier de bouche)
- Philippe Etchebest (Métier de bouche)
- René Fontaine (Métier de bouche)
- Guillaume Gomez (Métier de bouche) plus jeune lauréat de l'histoire
- Dominique Laporte (Métier de bouche - Sommelier)
- Alain Longet (graveur)
- Joël Robuchon (métier de bouche)
- Patrick Roger (Métier de bouche - Chocolatier)
- Andrée Rosier la première femme à obtenir le titre en cuisine (2007)
- Yves Thuriès (Métier de bouche), 2 titres la même année (MOF Pâtissier Traiteur et MOF Confiseur en 1976)
- Roger Vergé (Métier de bouche)
- Myriam Boubram, la première femme à obtenir le titre en soudure (2019[49])